# Solegrotte
Eine Solegrotte ist eine Art Sauna, die eine Standardtemperatur von ungefähr 40 °C aufweist, bei einer relativ hohen Luftfeuchtigkeit von 100 %.
In den meisten Solegrotten findet sich eine Vorrichtung, die bei Aktivierung feinst zerstäubte Salzsole versprüht. Durch das Inhalieren dieser Sole werden der Gesundheit zuträgliche Prozesse, insbesondere in Bezug auf Atmung und Durchblutung, gefördert. Der übliche Aufenthalt in einer Solegrotte beträgt 15 bis 30 Minuten.